# Cristián Sánchez (presentador de televisión)
Cristián Arturo Sánchez Barceló (Concepción, 29 de mayo de 1972) es un periodista y conductor de televisión chileno.

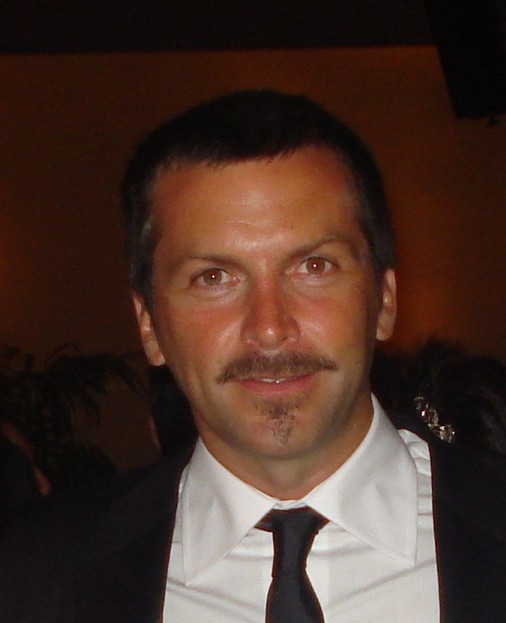
Cristián Sánchez en 2008

## Familia y estudios
Hijo de los periodistas Jaime Sánchez Arriagada y Rosa Barceló Rozas. Nació en Concepción, ya que en ese tiempo su padre era el director del diario Crónica (1972-1973). Estudió en el Colegio del Verbo Divino de Santiago. Luego estudió periodismo en la Universidad Gabriela Mistral.

## Carrera profesional
Comenzó su carrera como periodista en informador de cancha en TVU en 1995 
Durante 1997. Se inició como presentador en Pantalla abierta. Entre el 2004 y el 2005 condujo junto a Karla Constant el matinal Viva la mañana. En el 2006 ingresó a Alfombra roja, y en el 2007 hace dupla con Diana Bolocco. El animador, que reemplazó a Luis Jara en Juntos, llamó a su colega a imitar la sesión de fotos que realizó hace cuatro años para el programa Pantalla abierta y que fueron exhibidas en el matinal.
A fines de 2008 Sánchez no renovó contrato con Canal 13 y en ese entonces se retiró de todos los medios para tener tiempo de descansar en su casa. En septiembre de 2009, volvió a los medios a través de SQP de Chilevisión donde se desempeñó hasta 2015 como rostro ancla en reemplazo de Cristián "Chico" Pérez, quien se fue a UCV Televisión.
Es uno de los dueños de la productora Circo y será uno de los productores ejecutivos de Solita camino, una serie para la cual ganaron fondos del Consejo Nacional de Televisión.
En 2016 llega a Televisión Nacional de Chile, donde condujo el vespertino Por ti junto a María Luisa Godoy. Tras el fin de este programa, ambos pasaron a animal el matinal del canal Muy buenos días junto a María Luisa Godoy. En diciembre de 2019, presentó su renuncia a Televisión Nacional.
Desde 2017 es parte de ESPN Chile, donde conduce el espacio Nexo (luego renombrado ESPNF360). 
En 2022 tuvo un breve regreso por Canal 13, donde condujo el programa de concursos La puerta millonaria, presentado por la Polla Chilena de Beneficencia.

## Vida personal

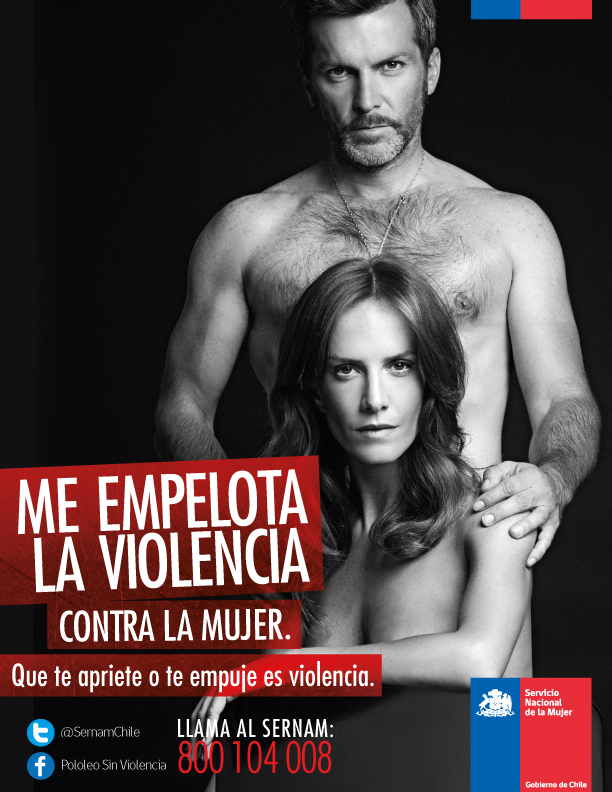
En 2013 protagonizó una campaña gubernamental contra la violencia hacia la mujer junto a su cónyuge, Diana Bolocco.

Mantuvo una relación sentimental con la periodista y expresentadora de televisión Bárbara Rebolledo. 
Desde 2007 tiene una relación conyugal con Diana Bolocco, con quien tiene un hijo y una hija.

## Filmografía

### Programas
| Programa de televisión | Programa de televisión           | Programa de televisión | Programa de televisión |
| Año                    | Programa                         | Rol                    | Canal                  |
| ---------------------- | -------------------------------- | ---------------------- | ---------------------- |
| 2002                   | Pantalla abierta                 | Conductor              | Canal 13               |
| 2003                   | ADN: artistas de nacimiento      | Conductor              | Canal 13               |
| 2004-2005              | Viva la mañana                   | Conductor              | Canal 13               |
| 2005-2008              | Alfombra roja                    | Conductor              | Canal 13               |
| 2008                   | Juntos, el show de la mañana     | Conductor              | Canal 13               |
| 2009-2015              | SQP                              | Conductor              | Chilevisión            |
| 2010                   | Combate estelar                  | Conductor              | Chilevisión            |
| 2012                   | Fiebre de baile 5                | Conductor              | Chilevisión            |
| 2012                   | La mañana de Chilevisión         | Conductor              | Chilevisión            |
| 2012                   | Talento chileno                  | Conductor Backstage    | Chilevisión            |
| 2012                   | Amazonas                         | Conductor              | Chilevisión            |
| 2013                   | Festival del Huaso de Olmué      | Presentador            | Chilevisión            |
| 2013                   | Fiebre de Viña                   | Conductor              | Chilevisión            |
| 2013                   | Baila! Al ritmo de un sueño      | Conductor              | Chilevisión            |
| 2013                   | Killer Karaoke                   | Conductor              | Chilevisión            |
| 2016-2019              | Fiesta de la Independencia Talca | Presentador            | TVN                    |
| 2016                   | Por ti                           | Conductor              | TVN                    |
| 2016-2019              | Muy buenos días                  | Conductor              | TVN                    |
| 2017-presente          | Nexo Chile / ESPN FShow          | Conductor              | ESPN                   |
| 2019                   | Festival de Dichato              | Presentador            | TVU/Canal 13           |
| 2019                   | Festival del Huaso de Olmué      | Presentador            | TVN                    |
| 2019                   | Échale la culpa a Viña           | Conductor              | TVN                    |
| 2019                   | No culpes a la noche             | Conductor              | TVN                    |
| 2021                   | ¿Quién es la máscara?            | Jurado                 | Chilevisión            |
| 2022                   | La puerta millonaria             | Conductor              | Canal 13               |

### Cine
| Películas | Películas        | Películas | Películas | Películas |
| Año       | Películas        | Rol       | Notas     |           |
| --------- | ---------------- | --------- | --------- | --------- |
| 2008      | Lokas            | Talalo    |           |           |
| 2012      | Stefan vs Kramer | Él mismo  | cameo     |           |
| 2014      | Maldito amor     | Esteban   |           |           |

## Comerciales de televisión
- Coca-Cola Light Limón - Comercial de gaseosa (2004)
- Livean - Comercial de jugo de frutas (2010)
- Ensure Advance - Comercial de suplemento vitamínico (2018-presente)